# Nombre premier quatrain
En mathématique, un premier quatrain est un nombre premier de la forme x4 + y4, où x > 0, y > 0. Les nombres premiers quatrains impairs sont de la forme 16n + 1.
Par exemple, 17 est le plus petit nombre premier impair quatrain: 17 = 14 + 24.
En raison des règles derrière les nombres pairs et impairs, un seul des deux entiers peut être impair. Si les deux sont soit impair, soit pair, l'entier résultant sera encore pair, et non premier (excluant la solution triviale 14 + 14 = 2). 
Les quelques premiers nombres premiers quatrains sont :
2, 17, 97, 257, 337, 641, 881, … suite A002645 de l'OEIS.